# Thézac (Lot e Garonna)
Thézac è un comune francese di 210 abitanti situato nel dipartimento del Lot e Garonna nella regione della Nuova Aquitania.

## Società

### Evoluzione demografica
Abitanti censiti